# Сан-Пре
Сен-Пре (фр. Saint-Preux, справжнє ім'я Крістіан Ланглад, фр. Christian Langlade) — французький композитор, аранжувальник, піаніст і синтезаторщик. Автор 18 аудіодисків. Найбільш успішні — знаменитий «Концерт для одного голосу» (Concerto pour une voix, 15 млн екз.), твір 1969 року у виконанні французької співачки Даніель Лікарі (Danielle Licari), а також «Рояль в морі» (Le piano sous la mer, 3 млн екз.) 1971 року і «Бути чи не бути» (To be or not ) 1980 року.

## Біографія
Сен-Пре народився в 1949 році у в Мервен (Вандея). У 6 років склав свій перший музичний твір для органу.
У 19 років, у серпні 1969 року, взяв участь у музичному фестивалі в Сопоті (Польща), диригуючи симфонічним оркестром, що виконував його перший великий твір «вальс дитинства» (La valse de l'enfance). У Сопоті отримав приз міжнародної преси. Там же склав свій «Концерт для одного голосу», що приніс йому світову славу.
Його четверта дочка Клеманс (Clémence Saint-Preux , народ. 29 листопада 1988 року в Нейї-сюр-Сен) — починаюча, але вже популярна французька співачка, сценічне ім'я — Клеманс (Clémence).

## Цікаві факти
Saint-Preux — псевдонім (Святий Богатир, фр ). Це ім'я відоме в літературі як ім'я головної діючої особи з «Нової Елоїзи», роману Жана-Жака Руссо, що з'явився в 1761.

## Дискографія
- [ Http://saint-preux.e-puzzle.ru/disco_voix.html Concerto pour Une Voix - 1969 ]
- [ Http://saint-preux.e-puzzle.ru/disco_souslamer.html Le piano sous la Mer - 1972 ]
- [ Http://saint-preux.e-puzzle.ru/disco_passion.html La Passion - 1973 ]
- [ Http://saint-preux.e-puzzle.ru/disco_triste.html La fete triste - 1974 ]
- [ Http://saint-preux.e-puzzle.ru/disco_yourhair.html Your hair and missa amoris - 1975 ]
- [ Http://saint-preux.e-puzzle.ru/disco_samara.html Samara - 1976 ]
- [ Http://saint-preux.e-puzzle.ru/disco_piano.html Concerto Pour Piano - 1977 ]
- [ Http://saint-preux.e-puzzle.ru/disco_pologne.html Symphonie pour la Pologne - 1977 ]
- [ Http://saint-preux.e-puzzle.ru/disco_expression.html Expression - 1978 ]
- [ Http://saint-preux.e-puzzle.ru/disco_atlantis.html Atlantis - 1979 ]
- [ Http://saint-preux.e-puzzle.ru/disco_tobe.html To be or not - 1980 ]
- [ Http://saint-preux.e-puzzle.ru/disco_confidence.html Confidence - 1980 ]
- [ Http://saint-preux.e-puzzle.ru/disco_abigail.html Le piano d'Abigail - 1983 ]
- [ Http://saint-preux.e-puzzle.ru/disco_odyssee.html Odyssee - 1986 ]
- [ Http://saint-preux.e-puzzle.ru/disco_invitation.html Invitation in Paris - 1987 ]
- [ Http://saint-preux.e-puzzle.ru/disco_phytand.html Phytandros - 1991 ]
- [ Http://saint-preux.e-puzzle.ru/disco_opera.html The Last Opera - 1994 ]
- [ Http://saint-preux.e-puzzle.ru/disco_freeyorself.html Free yourself - 1999 ]
- [ Http://saint-preux.e-puzzle.ru/disco_goldensuperhits.html Golden Superhits - 1999 ]
- [ Http://saint-preux.e-puzzle.ru/disco_deux_voix.html Concerto pour deux voix - 2005 ]
- [ Http://saint-preux.e-puzzle.ru/disco_jeannelaromantique.html Jeanne La Romantique - Conte Musical de Saint - Preux - 2008 ]
- [ Http://saint-preux.e-puzzle.ru/disco_ledesir.html Le Désir - 2009 ]